# مسابقه آواز یوروویژن ۲۰۰۷
مسابقه آواز یوروویژن ۲۰۰۷(به انگلیسی: Eurovision Song Contest 2007) ۵۲مین مسابقه آواز یوروویژن بود. صربستان از طریق آهنگ مولتیوا در مسابقه قهرمان شد  و در هارتول آرنا، هلینسکی، فنلاند و در بین ۱۰ تا ۱۲ مه ۲۰۰۷ برگزار شد. علت انتخاب فنلاند بردن مسابقه یوروویژن ۲۰۰۶ توسط گروه هوی متال لردی بود. این مسابقه اولین بار بود که در فنلاند برگزار می‌شد. بودجه‌ای بالغ بر ۱۳ میلیون یورو برای مسابقه در نظر گرفته شد